# 三星Galaxy Fit
Samsung Galaxy Fit是一款由三星电子于2019年2月20日发布，属于Samsung Galaxy产品系列的智能健康腕带。Samsung Galaxy Fit具有一个AMOLED显示屏。三星在发布会上表示Samsung Galaxy Fit主要消费对象为健身人群，所以其带有一些健康相关应用功能。2019年6月14日Galaxy Fit正式发售。

## 硬件
Samsung Galaxy Fit拥有一个0.95英寸的Super AMOLED显示屏（分辨率为120x240像素），一个120mAh的锂电池。其机身重量仅23 g（0.81 oz），机身尺寸为18.3 mm × 44.6 mm × 11.2 mm（0.72英寸 × 1.76英寸 × 0.44英寸）。
Samsung Galaxy Fit的机身拥有黑色和银色两种颜色选择，腕带采用一种与机身相分离的结构，以便让使用者可以方便的更换不同风格的腕带。

## 功能
Samsung Galaxy Fit使用FreeRTOS操作系统，可以使用蓝牙低功耗 5.0与运行Android 5.0或iOS 10及以上版本的智能手机相连接，来接收手机方面的推送以及实现更多功能。
由于这款产品的定位更偏向运动，其具有下列功能：
- 心率监测
- 计步器
- 跑步锻炼
- 步行锻炼
- 自行车训练监测
- 徒步旅行
- 睡眠监测